# Sarracenia alata
Sarracenia alata (Alph.Wood) Alph.Wood, 1863 è una pianta carnivora appartenente alla famiglia delle Sarraceniacee, endemica degli Stati Uniti.

## Distribuzione e habitat

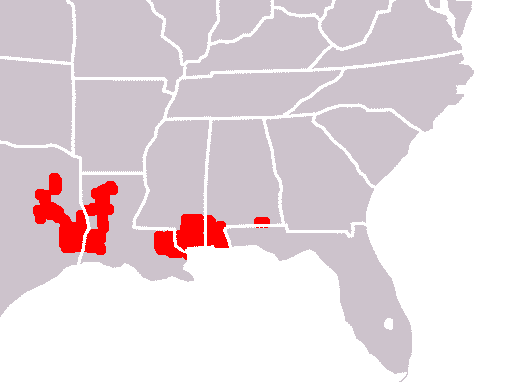
Areale di S. alata

È diffusa nella parte meridionale degli Stati Uniti (Texas, Louisiana, Mississippi, Alabama).

## Coltivazione
Sarracenia alata necessita di un substrato caratterizzato da torba bionda (o acida) di sfagno, con pH compreso tra 3 e 4,5, e perlite in rapporto 1:1. In alternativa alla perlite, può essere usata sabbia di quarzo. È, inoltre, possibile l'aggiunta di una ridotta quantità di vermiculite, circa il 10% del substrato totale, per favorire lo sviluppo della pianta.
L'annaffiatura dovrà avvenire quotidianamente ed esclusivamente tramite un sottovaso, con circa 2–3 cm di acqua distillata o osmotizzata. È, altresì, possibile l'utilizzo di acqua piovana purché non sia raccolta in città per via di elementi inquinanti che potrebbero danneggiare gravemente la pianta. Apprezza vaporizzazioni frequenti.